# Депортиво Бинасьональ
«Депорти́во Бинасьона́ль» (исп. Escuela Municipal Deportivo Binacional) — перуанский футбольный клуб из города Хульяка. Дебютировал в Высшем дивизионе чемпионата Перу в 2018 году, а в 2019 году впервые в истории стал чемпионом страны.

## История
В 2010 году Хуан Карлос Акино, мэр города Хульяка, расположенного к северо-западу от озера Титикака, принял решение организовать футбольную команду, которая должна была представлять приграничный регион Десагуадеро (провинция Чукуито), расположенного южнее, поскольку из этого региона в Хульяку прибыло большое количество людей. Клубу было дано название «Бинасьональ де Десагуадеро» (исп. Club Deportivo Binacional de Desaguadero).
В следующем году команда дебютировала в региональной лиге и Кубке Перу — общенациональном турнире, который фактически является параллельным Вторым дивизионом чемпионата Перу. В 2016 году Хуан Карлос Акино приобрёл команду «Эскуэла Мунисипаль де Паукарпата» из Арекипы, поскольку по материально-техническим причинам его основной команде нужно было тренироваться в городе с более развитой инфраструктурой. Вскоре последовало объединение двух клубов, в результате появился «Депортиво Бинасьональ».
В 2017 году «Бинасьональ» завоевал Кубок Перу, обыграв в финале «Эстудиандиль» со счётом 2:0. Это дало команде путёвку в перуанскую Примеру.
За несколько лет команда успела сменить несколько домашних городов — он играл в Хульяке, Пуно, Арекипе, Мольендо, а после выхода в Примеру представлял Арекипу, Мокегуа и, наконец, вернулся в Хульяку. В 2018 году команда заняла восьмое место в чемпионате, что позволило впервые квалифицироваться в международные турниры — Южноамериканский кубок 2019.
«Депортиво Бинасьональ» выиграл Апертуру чемпионата Перу 2019 года, что позволило команде квалифицироваться в финальные игры. В решающих матчах в декабре «Бинасьональ» встретился с «Альянсой Лима». В первом матче 8 декабря «Бинасьональ» дома разгромил соперника со счётом 4:1. Через неделю «Альянса» взяла реванш 2:0, однако этого не хватило для общей победы — «Депортиво Бинасьональ» победил с общим счётом 4:3 и впервые в истории стал чемпионом Перу.

## Титулы и достижения
- Чемпион Перу (1): 2019
- Победитель Кубка Перу (аналог Второго дивизиона) (1): 2017
- Участник Кубка Либертадорес (1): 2020
- Участник Южноамериканского кубка (1): 2019